# Colégio Jesuíta de Campolide

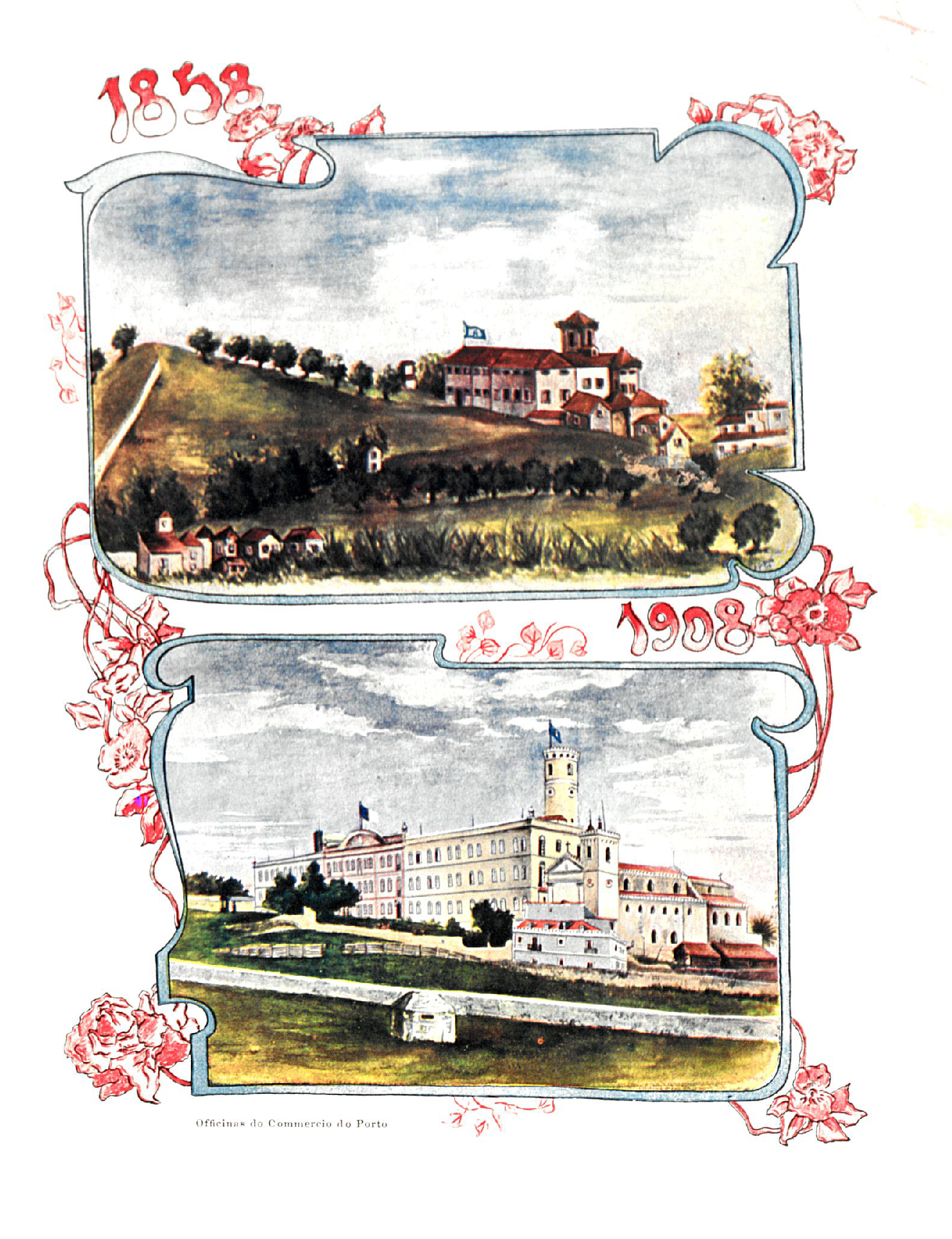
Colégio de Campolide em 1858 e em 1908

O Colégio de Campolide foi um estabelecimento de ensino administrado pelos padres da Companhia de Jesus que funcionou durante a segunda metade do século XIX no bairro de Campolide, em Lisboa.
Actualmente faz parte do património da Universidade Nova de Lisboa, localizando-se no local vários Centros de Investigação relacionados com a Faculdade de Ciências Sociais e Humanas, entre outras actividades de unidades orgânicas da mesma Universidade. Esta mesma instituição alterou o nome do espaço, sendo agora denominado Colégio Almada Negreiros.

## História
Entre 1858 e 1910, os Jesuítas portugueses dedicaram-se ao ensino da Física, da Zoologia e da Botânica, no Colégio de Campolide e no Colégio de São Fiel, com o objectivo de incentivar os seus alunos a interessarem-se pelo estudo das Ciências, num sentido mais lato. Para além das aulas, também as expedições, as academias científicas e a execução de experiências laboratoriais foram uma prioridade para os professores de Campolide e de São Fiel. Este investimento da Ordem Inaciana no ensino e na investigação científicas foi uma resposta directa às acusações de obscurantismo de que os Jesuítas eram alvo desde os tempos do Conde de Oeiras e permitiu-lhe alcançar uma grande notabilidade científica entre os seus pares, de que são exemplo a fundação da Sociedade Portuguesa de Ciências Naturais e o acolhimento da revista Brotéria pela comunidade científica portuguesa e internacional. O Colégio de Maria Santíssima Imaculada foi fundado em 1858 por Carlos Rademaker S.J. (1828 - 1885) na Quinta da Torre, em Campolide, onde actualmente se encontra parte da Faculdade de Ciências Sociais e Humanas e a Nova Information Management School da Universidade Nova de Lisboa.  Este colégio teve um grande impacto na cultura portuguesa, a partir de meados do século XIX, particularmente por ter sido a instituição de ensino pré-universitário responsável pela educação dos jovens pertencentes às camadas mais altas da sociedade portuguesa. O Colégio de Campolide foi, essencialmente, um colégio de élites. Aliás, este foi um dos argumentos utilizado pelos opositores da Companhia de Jesus em 1910. Para os seus opositores, era, por isso, essencial que se encerrassem os colégios dirigidos pelos Jesuítas e que fossem expulsas as ordens religiosas dos territórios portugueses. Só desta forma é que era possível, na visão de Manuel Borges Grainha (1826 - 1925), um dos principais adversários da Companhia de Jesus no início do século XX, impedir que os Jesuítas continuassem a exercer a sua influência na educação da nobreza lisboeta. Com a implantação da República Portuguesa o Colégio de Campolide foi encerrado, na sequência do bombardeio por militares e populares, na noite de 4 de Outubro, sendo grande parte das suas colecções, manuscritos e instrumentos científicos destruídos.

## O ensino e a prática das ciências
Como no Colégio de São Fiel, o Colégio de Campolide fomentava a criação de "academias" científicas, indo ao encontro das disposições da Ratio Studiorum. Estas academias, constituídas pelos melhores alunos de diversos anos, ofereciam aulas especiais aos seus membros, onde se discutiam assuntos científicos actuais e de particular importância. Por vezes, estas academias organizavam sessões solenes e eram apresentadas várias comunicações científicas para todos os alunos do colégio e suas famílias. Privilegiava-se nestas sessões uma abordagem experimental dos assuntos, em detrimento de um estudo meramente teórico. A primeira sessão científica em Campolide deu-se em 1873 e foram escolhidos 4 alunos para apresentar algumas experiências sobre as propriedades da luz. Nas sessões solenes, que decorreram até 1910, os alunos de Campolide apresentaram palestras sobre temas tão diversos como electricidade, magnetismo e propriedades dos líquidos e dos gases.
A existência destas academias científicas tem sido ignorada nos estudos sobre o ensino científico no nosso país, a par de outras instituições científicas também relevantes, mas ainda pouco estudadas, como as escolas militares e os observatórios astronómicos. No entanto, estas academias dos colégios jesuítas tiveram um papel de relevo no ensino das ciências e, por isso, também no desenvolvimento científico português. O enfoque marcadamente experimentalista que caracterizava as actividades das academias distinguem-nas por completo do que era a prática mais usual no nosso país nesse período. No Colégio de Campolide, existia ainda, a par das academias científicas e literárias, um Museu de História Natural e um Gabinete de Física equipado com instrumentos de Raios-X, um telégrafo sem fios e outros equipamentos electromagnéticos. 
Mais recentemente a Universidade Nova de Lisboa ocupou o espaço, tendo-se estabelecido no local a prestigiada Faculdade de Economia da Universidade Nova de Lisboa. Em 2017 esta Faculdade mudou de instalações, para Carcavelos, sendo que o Colégio, agora denominado Almada Negreiros, foi ocupado por outras unidades orgânicas da UNL, como, por exemplo, a FCSH.

## Património
No edifício existe uma escadaria constituída por uma estrutura em madeira que sustenta os vários lanços de degraus e articulada com pilares em ferro. Considerada um exemplar raro dentro da transição da estética neoclássica para concepções e decoração de interiores novecentistas, foi classificada como imóvel de interesse público pelo Decreto n.º 129/77, de 29 de Setembro.